# Calamaria schmidti
Calamaria schmidti är en ormart som beskrevs av Marx och Inger 1955. Calamaria schmidti ingår i släktet Calamaria och familjen snokar. IUCN kategoriserar arten globalt som livskraftig. Inga underarter finns listade i Catalogue of Life.
Arten förekommer i en liten region på nordöstra Borneo. Honor lägger ägg.